# Pendulum (formație)
Pendulum este formație drum and bass australiano-britanică fondată în 2002. Pendulum s-a format în Perth, Australia de către Rob Swire, Gareth McGrillen, și Paul Harding. Rob și Gareth constituie, de asemenea și duo Electro House al Knife Party. Grupul a fost notabil pentru un sunet distinctiv, amestecând hard rock-ul cu muzica electronică, precum și în curs de dezvoltare pentru a acoperi o gamă mai largă de genuri. Swire și McGrillen au fost de asemenea membri ai trupei de metal cunoscută sub numele de Xygen. După ce a auzit de Mesiah al formației Konflict, la un club, ei s-au inspirat pentru a intra în genul Drum and Bass. Cei doi au fondat Pendulum cu Paul Harding, care era un DJ veteran pe scena Drum and Bass. În 2003, trupa s-a mutat în Marea Britanie. În august 2013, Rob Swire a anunțat pe Twitter că un nou album Pendulum poate fi lansat în 2014.'

## Membri
Membri
- Rob Swire – vocal, sintetizator, producător (2002)
- Gareth McGrillen – chitară bas, back vocalist, DJ (2002)
- Paul "El Hornet" Harding – DJ (2002)
- Ben Mount  – MC (2006)
- Peredur ap Gwynedd – chitară (2006)
- Kevin Sawka – tobă (2009)

Foști membri
- Paul Kodish – tobă (2006 – 2009)

Cronologie

## Discografie
| An   | Cântec                               | Poziție de vârf | Poziție de vârf | Poziție de vârf | Poziție de vârf | Poziție de vârf | Poziție de vârf | Album            |
| An   | Cântec                               | UK              | AUS             | CAN             | FIN D/L         | NZ              | US Alt.         | Album            |
| ---- | ------------------------------------ | --------------- | --------------- | --------------- | --------------- | --------------- | --------------- | ---------------- |
| 2003 | "Spiral" / "Ulterior Motive"         | —               | —               | —               | —               | —               | —               | Fără album       |
| 2004 | "Another Planet" / "Voyager"         | 46              | —               | —               | —               | —               | —               | Hold Your Colour |
| 2004 | "Back 2 You" / "Still Grey"          | —               | —               | —               | —               | —               | —               | Hold Your Colour |
| 2005 | "Tarantula" / "Fasten Your Seatbelt" | 60              | —               | —               | —               | —               | —               | Hold Your Colour |
| 2005 | "Slam" / "Out Here"                  | 34              | —               | —               | —               | —               | —               | Hold Your Colour |
| 2006 | "Hold Your Colour" / "Streamline"    | —               | —               | —               | —               | —               | —               | Hold Your Colour |
| 2007 | "Blood Sugar" / "Axle Grinder"       | 62              | —               | —               | —               | —               | —               | Hold Your Colour |
| 2007 | "Granite"                            | 29              | —               | —               | —               | —               | —               | In Silico        |
| 2008 | "Propane Nightmares"                 | 9               | —               | —               | —               | —               | 38              | In Silico        |
| 2008 | "The Other Side"                     | 54              | —               | —               | —               | —               | —               | In Silico        |
| 2009 | "Showdown"                           | —               | —               | —               | —               | —               | —               | In Silico        |
| 2010 | "Watercolour"                        | 4               | 37              | 62              | 23              | 37              | —               | Immersion        |
| 2010 | "Witchcraft"                         | 29              | 56              | —               | —               | —               | —               | Immersion        |
| 2010 | "The Island"                         | 41              | —               | —               | 27              | —               | —               | Immersion        |
| 2011 | "Crush"                              | 92              | —               | —               | —               | —               | —               | Immersion        |
| 2011 | "Ransom"                             | 193             | —               | —               | —               | —               | —               | Fără album       |